# Chlorichaeta africana
Chlorichaeta africana är en tvåvingeart som beskrevs av Wayne N. Mathis och Tadeusz Zatwarnicki 1993. Chlorichaeta africana ingår i släktet Chlorichaeta och familjen vattenflugor.
Artens utbredningsområde är Kenya. Inga underarter finns listade i Catalogue of Life.